# Федотов, Дмитрий Евгеньевич
Дми́трий Евге́ньевич Федо́тов (р. 4 июля 1983) — российский волейболист, тренер. Чемпион Европы, бронзовый призёр чемпионата мира.

## Биография
Дмитрий Федотов родился 4 июля 1983 года.
Окончил обнинскую школу № 11.
Воспитанник обнинской волейбольной школы, выпускник СДЮСШОР по волейболу Александра Савина, ученик Александра Шведа.
Окончил Московскую государственную академию физической культуры (МГАФК) (Московская область, Малаховка).
Играл за ВК ЦСКА (Москва).
Чемпион Европы, бронзовый призёр чемпионата мира.
Тренер СДЮСШОР по волейболу Александра Савина и ВК «Обнинск» по классическому и пляжному волейболу.
Кандидат в мастера спорта России.

## Достижения
- Чемпион Европы
- Призёр чемпионата мира среди юниоров
- Чемпион мира по версии КСИТ
- Неоднократный победитель международных турниров
- Чемпион России среди дублирующих составов суперлиги
- Серебряный призёр чемпионата России среди старших юношей; получивший приз лучшего связующего на этом турнире[5]